# Coupe du monde de biathlon 2008-2009
Navigation
Édition précédente Édition suivante
La 32e édition de la Coupe du monde de biathlon démarre le 3 décembre 2008 par une épreuve individuelle (individuel homme) sur le parcours d'Östersund (Suède) et se termine le 29 mars 2009 par des départs groupés organisés à Khanty-Mansiisk (Russie). Entre les sixième et septième étapes, se déroulent au mois de février les Championnats du monde de biathlon disputés à Pyeongchang en Corée du Sud.
L'Union internationale de biathlon, organisatrice de la saison, effectue des changements concernant les règles de course. Pour la sixième fois de sa carrière, le Norvégien Ole Einar Bjørndalen remporte le classement général masculin, inscrivant encore plus son nom au palmarès car il égale ainsi la performance de la Suédoise Magdalena Forsberg, unique sextuple vainqueur du « gros » Globe de cristal jusqu'alors. C'est une de ses compatriotes, Helena Jonsson, qui remporte le classement général féminin. Elle termine avec le même nombre de points que l'Allemande Kati Wilhelm mais est désignée vainqueur grâce à un nombre plus important de victoires.

## Changements

### Calendrier
Le calendrier diffère quelque peu par rapport à celui de la saison précédente. Ainsi, l'étape norvégienne traditionnellement organisée à Oslo-Holmenkollen est déplacée à Trondheim en raison des travaux de modernisation du célèbre site de la capitale norvégienne (celui-ci est rénové en prévision de l'organisation des Championnats du monde de ski nordique 2011). Par ailleurs, la Coupe du monde de biathlon ne fait pas étape en Finlande à Kontiolahti en raison de problèmes de retransmission télévisuelle de l'événement dans ce pays. À un an des Jeux olympiques d'hiver de 2010, Vancouver reçoit des épreuves pré-olympiques sur le site de Whistler afin de préparer l'organisation au déroulement des compétitions olympiques de biathlon. Une seconde étape nord-américaine à Fort Kent (États-Unis) était initialement prévue après les Championnats du monde début mars, mais faute d'un accord avec les fédérations nationales, elle a été retirée et remplacée par une étape européenne. Enfin, la construction du nouveau stade de biathlon n'étant pas achevée dans les temps à Pokljuka, l'étape slovène est déplacée sur le site autrichien de Hochfilzen qui accueille donc deux étapes de Coupe du monde à la suite en décembre 2008,.

### Règlements
Plusieurs modifications concernant les règlements de la Coupe du monde ont été entérinées à l'occasion d'un congrès organisé à Prague entre le 4 et le 7 septembre 2008 par l'Union internationale de biathlon. Celui-ci fait émerger un règlement plus souple concernant la composition des listes de départ de participation aux épreuves de Coupe du monde. Le système des quotas étant supprimé, 130 biathlètes peuvent désormais s'aligner sur une épreuve individuelle, ceci avec un nombre maximum d'athlètes par pays établi selon les performances globales d'un pays. C'est ainsi que les meilleurs pays peuvent inscrire jusqu'à 7 représentants par épreuve.
Par ailleurs, les dix premiers biathlètes de chaque épreuve individuelle sont récompensés financièrement par l'IBU contre huit auparavant (en moyenne 30 000 euros sont distribués par épreuve). Enfin, ce ne sont plus les 30 premiers mais les 40 premiers de chaque course qui marquent des points des pour le classement général de la Coupe du monde et le classement général de la spécialité. Le vainqueur d'une étape se voit ainsi attribuer 60 points contre 50 auparavant.
| Période / Place | 1  | 2  | 3  | 4  | 5  | 6  | 7  | 8  | 9  | 10 | 11 | 12 | 13 | 14 | 15 | 16 | 17 | 18 | 19 | 20 | 21 | 22 | 23 | 24 | 25 | 26 | 27 | 28 | 29 | 30 | 31 | 32 | 33 | 34 | 35 | 36 | 37 | 38 | 39 | 40 |
| --------------- | -- | -- | -- | -- | -- | -- | -- | -- | -- | -- | -- | -- | -- | -- | -- | -- | -- | -- | -- | -- | -- | -- | -- | -- | -- | -- | -- | -- | -- | -- | -- | -- | -- | -- | -- | -- | -- | -- | -- | -- |
| 2007-2008       | 50 | 46 | 43 | 40 | 37 | 34 | 32 | 30 | 28 | 26 | 24 | 22 | 20 | 18 | 16 | 15 | 14 | 13 | 12 | 11 | 10 | 9  | 8  | 7  | 6  | 5  | 4  | 3  | 2  | 1  | -  | -  | -  | -  | -  | -  | -  | -  | -  | -  |
| 2008-2009       | 60 | 54 | 48 | 43 | 40 | 38 | 36 | 34 | 32 | 31 | 30 | 29 | 28 | 27 | 26 | 25 | 24 | 23 | 22 | 21 | 20 | 19 | 18 | 17 | 16 | 15 | 14 | 13 | 12 | 11 | 10 | 9  | 8  | 7  | 6  | 5  | 4  | 3  | 2  | 1  |

## Principaux faits

### Résumé de la saison
- 13 février 2009 : l'Union internationale de biathlon annonce que trois athlètes russes — Ekaterina Iourieva, Albina Akhatova et Dmitri Iarochenko — ont fait l'objet d'un contrôle antidopage positif lors des épreuves inaugurales de la Coupe du monde à Östersund en décembre 2008[7].

- 15 février 2009 : en remportant la poursuite des Championnats du monde, le biathlète norvégien Ole Einar Bjørndalen égale le record de 86 victoires en carrière dans des épreuves de Coupe du monde du skieur alpin suédois Ingemar Stenmark[Note 1],[8].

- 17 février 2009 : le Norvégien Ole Einar Bjørndalen devient le sportif le plus titré de l'histoire dans les épreuves de Coupe du monde, tous sports d'hiver confondus, en s'adjugeant le titre mondial de l'individuel 20 km à Pyeongchang. Avec 87 succès en carrière, il surpasse d'une unité le précédent record du Suédois Ingemar Stenmark[9].

- 26 mars 2009 : le Norvégien Ole Einar Bjørndalen remporte le classement général de la Coupe du monde de biathlon en prenant la deuxième place d'un sprint organisé à Khanty-Mansiïsk. Il enlève le gros globe de cristal pour la sixième fois de sa carrière, égalant ainsi les six victoires finales de la Suédoise Magdalena Forsberg[10].

- 29 mars 2009 : la Suédoise Helena Jonsson remporte le gros globe de cristal récompensant la vainqueur du classement général de la Coupe du monde de biathlon. Deuxième de la dernière épreuve de la saison, elle profite de la sixième place de sa concurrente allemande, Kati Wilhelm, pour remporter son premier trophée. Les deux biathlètes terminent à égalité de points et sont départagées au nombre de victoires[11],[12].

- 29 mars 2009 : en remportant la dernière épreuve de la Coupe du monde de biathlon, un départ groupé, l'Autrichien Dominik Landertinger s'adjuge le classement final de la discipline[13].

### Affaire de dopage
Peu de temps avant les Championnats du monde, le 13 février 2009, l'Union internationale de biathlon révèle que les Russes Albina Akhatova, Ekaterina Iourieva et Dmitri Iarochenko ont fait l'objet de contrôles antidopage positifs durant la première partie de la saison,. Les contrôles incriminés ont été effectués lors des épreuves d'Östersund. Quand l'affaire éclate, Iourieva était leader du classement général de la Coupe du monde féminine, Akhatova est multiple médaillée olympique et mondiale tandis que Iarochenko est double champion du monde en titre avec le relais russe. Tous les trois sont suspendus provisoirement en attendant d'une suspension officielle alors que leurs résultats depuis le début de l'hiver sont annulés. L'analyse des échantillons B confirme les résultats de la première expertise. Particulièrement en vue depuis le début de la saison, l'exclusion des trois fautifs entraîne une correction des classements. Et de façon rétroactive, plusieurs biathlètes sont récompensés comme la Roumaine Eva Tofalvi qui obtient un premier succès après l'exclusion d'Akhatova.

## Classements

### Classement général
Le classement général prend en compte seulement les 23 meilleurs résultats de chaque biathlète sur les 26 épreuves.
| Rang | Nom                  | Points |
| ---- | -------------------- | ------ |
| 1    | Ole Einar Bjørndalen | 1080   |
| 2    | Tomasz Sikora        | 870    |
| 3    | Emil Hegle Svendsen  | 844    |
| 4    | Michael Greis        | 804    |
| 5    | Maxim Tchoudov       | 780    |
| 6    | Christoph Sumann     | 759    |
| 7    | Ivan Tcherezov       | 730    |
| 8    | Carl-Johan Bergman   | 643    |
| 9    | Björn Ferry          | 642    |
| 10   | Halvard Hanevold     | 600    |
| 11   | Dominik Landertinger | 587    |
| 12   | Simon Eder           | 581    |
| 13   | Alexander Os         | 580    |
| 14   | Daniel Mesotitsch    | 553    |
| 15   | Simon Fourcade       | 536    |
| 16   | Michael Rösch        | 530    |
| 17   | Lars Berger          | 444    |
| 18   | Christoph Stephan    | 436    |
| 19   | Alexander Wolf       | 429    |
| 20   | Michal Šlesingr      | 423    |

| Rang | Nom                       | Points |
| ---- | ------------------------- | ------ |
| 1    | Helena Jonsson            | 952    |
| 2    | Kati Wilhelm              | 952    |
| 3    | Tora Berger               | 894    |
| 4    | Magdalena Neuner          | 891    |
| 5    | Andrea Henkel             | 838    |
| 6    | Olga Zaïtseva             | 834    |
| 7    | Darya Domracheva          | 776    |
| 8    | Martina Beck              | 685    |
| 9    | Simone Hauswald           | 677    |
| 10   | Anna Carin Olofsson-Zidek | 645    |
| 11   | Eva Tofalvi               | 640    |
| 12   | Svetlana Sleptsova        | 628    |
| 13   | Vita Semerenko            | 626    |
| 14   | Kaisa Mäkäräinen          | 577    |
| 15   | Liu Xianying              | 536    |
| 16   | Marie-Laure Brunet        | 484    |
| 17   | Olga Medvedtseva          | 482    |
| 18   | Michela Ponza             | 468    |
| 19   | Anna Boulygina            | 465    |
| 20   | Natalia Levchenkova       | 447    |

### Classement par discipline

#### Individuel
Le classement de l'individuel prend en compte seulement les 3 meilleurs résultats de chaque biathlète sur les 4 épreuves.
| Rang | Nom                  | Points |
| ---- | -------------------- | ------ |
| 1    | Michael Greis        | 146    |
| 2    | Ivan Tcherezov       | 120    |
| 3    | Maxim Tchoudov       | 119    |
| 4    | Ole Einar Bjørndalen | 110    |
| 5    | Christoph Sumann     | 100    |
| 6    | Carl-Johan Bergman   | 98     |
| 7    | Daniel Mesotitsch    | 97     |
| 8    | Vincent Jay          | 91     |
| 9    | Tomasz Sikora        | 91     |
| 10   | Andriy Deryzemlya    | 82     |

| Rang | Nom               | Points |
| ---- | ----------------- | ------ |
| 1    | Magdalena Neuner  | 129    |
| 2    | Eva Tofalvi       | 123    |
| 3    | Tora Berger       | 122    |
| 4    | Kati Wilhelm      | 115    |
| 5    | Olga Zaïtseva     | 113    |
| 6    | Helena Jonsson    | 111    |
| 7    | Vita Semerenko    | 111    |
| 8    | Simone Hauswald   | 108    |
| 9    | Andrea Henkel     | 102    |
| 10   | Oksana Khvostenko | 99     |

#### Sprint
Le classement du sprint prend en compte seulement les 9 meilleurs résultats de chaque biathlète sur les 10 épreuves.
| Rang | Nom                  | Points |
| ---- | -------------------- | ------ |
| 1    | Ole Einar Bjørndalen | 372    |
| 2    | Tomasz Sikora        | 337    |
| 3    | Emil Hegle Svendsen  | 318    |
| 4    | Michael Greis        | 306    |
| 5    | Maxim Tchoudov       | 297    |
| 6    | Alexander Os         | 284    |
| 7    | Christoph Sumann     | 263    |
| 8    | Ivan Tcherezov       | 258    |
| 9    | Halvard Hanevold     | 257    |
| 10   | Carl-Johan Bergman   | 256    |

| Rang | Nom                | Points |
| ---- | ------------------ | ------ |
| 1    | Helena Jonsson     | 372    |
| 2    | Magdalena Neuner   | 358    |
| 3    | Tora Berger        | 352    |
| 4    | Kati Wilhelm       | 347    |
| 5    | Darya Domracheva   | 329    |
| 6    | Andrea Henkel      | 320    |
| 7    | Olga Zaïtseva      | 308    |
| 8    | Svetlana Sleptsova | 289    |
| 9    | Eva Tofalvi        | 247    |
| 10   | Vita Semerenko     | 240    |

#### Poursuite
Le classement de la poursuite prend en compte seulement les 6 meilleurs résultats de chaque biathlète sur les 7 épreuves.
| Rang | Nom                  | Points |
| ---- | -------------------- | ------ |
| 1    | Ole Einar Bjørndalen | 342    |
| 2    | Emil Hegle Svendsen  | 308    |
| 3    | Tomasz Sikora        | 276    |
| 4    | Michael Greis        | 231    |
| 5    | Björn Ferry          | 215    |
| 6    | Simon Eder           | 186    |
| 7    | Maxim Tchoudov       | 186    |
| 8    | Ivan Tcherezov       | 160    |
| 9    | Christoph Sumann     | 159    |
| 10   | Michal Šlesingr      | 157    |

| Rang | Nom                       | Points |
| ---- | ------------------------- | ------ |
| 1    | Kati Wilhelm              | 272    |
| 2    | Tora Berger               | 234    |
| 3    | Martina Beck              | 244    |
| 4    | Andrea Henkel             | 234    |
| 5    | Magdalena Neuner          | 231    |
| 6    | Helena Jonsson            | 226    |
| 7    | Olga Zaïtseva             | 219    |
| 8    | Darya Domracheva          | 214    |
| 9    | Anna Carin Olofsson-Zidek | 198    |
| 10   | Kaisa Mäkäräinen          | 178    |

#### Départ Groupé
Le classement du départ groupé prend en compte seulement les 4 meilleurs résultats de chaque biathlète sur les 5 épreuves.
| Rang | Nom                  | Points |
| ---- | -------------------- | ------ |
| 1    | Dominik Landertinger | 208    |
| 2    | Ole Einar Bjørndalen | 199    |
| 3    | Christoph Sumann     | 197    |
| 4    | Simon Eder           | 176    |
| 5    | Ivan Tcherezov       | 170    |
| 6    | Christoph Stephan    | 146    |
| 7    | Emil Hegle Svendsen  | 146    |
| 8    | Maxim Tchoudov       | 142    |
| 9    | Carl-Johan Bergman   | 137    |
| 10   | Tomasz Sikora        | 134    |

| Rang | Nom              | Points |
| ---- | ---------------- | ------ |
| 1    | Helena Jonsson   | 210    |
| 2    | Kati Wilhelm     | 186    |
| 3    | Simone Hauswald  | 174    |
| 4    | Olga Zaïtseva    | 162    |
| 5    | Andrea Henkel    | 157    |
| 6    | Tora Berger      | 146    |
| 7    | Darya Domracheva | 146    |
| 8    | Magdalena Neuner | 146    |
| 9    | Kaisa Mäkäräinen | 140    |
| 10   | Olga Medvedtseva | 140    |

#### Relais
Le classement du relais prend en compte seulement les 5 meilleurs résultats de chaque nation sur les 6 épreuves.
| Rang | Pays        | Points |
| ---- | ----------- | ------ |
| 1    | Autriche    | 276    |
| 2    | Norvège     | 254    |
| 3    | Allemagne   | 247    |
| 4    | France      | 226    |
| 5    | Suède       | 220    |
| 6    | Ukraine     | 194    |
| 7    | Italie      | 173    |
| 8    | Biélorussie | 166    |
| 9    | Tchéquie    | 163    |
| 10   | Slovénie    | 160    |

| Rang | Pays        | Points |
| ---- | ----------- | ------ |
| 1    | Allemagne   | 288    |
| 2    | France      | 242    |
| 3    | Ukraine     | 232    |
| 4    | Chine       | 217    |
| 5    | Suède       | 212    |
| 6    | Norvège     | 199    |
| 7    | Pologne     | 196    |
| 8    | Biélorussie | 193    |
| 9    | Roumanie    | 160    |
| 10   | Tchéquie    | 150    |

## Calendrier et podiums

### Femmes
| 1. Östersund (3 décembre 2008 - 7 décembre 2008) |                    |                |                    |                  |
| Date                                             | Épreuve            | Vainqueur      | Second             | Troisième        |
| 04/12/2008                                       | Individuel (15 km) | Helena Jonsson | Kati Wilhelm       | Magdalena Neuner |
| 06/12/2008                                       | Sprint (7,5 km)    | Wang Chunli    | Tora Berger        | Magdalena Neuner |
| 07/12/2008                                       | Poursuite (10 km)  | Martina Beck   | Svetlana Sleptsova | Kati Wilhelm     |

| 2. Hochfilzen (12 décembre 2008 - 14 décembre 2008) |                   |                                                                                  |                                                                              |                                                                   |
| Date                                                | Épreuve           | Vainqueur                                                                        | Second                                                                       | Troisième                                                         |
| 12/12/2008                                          | Sprint (7,5 km)   | Simone Hauswald                                                                  | Svetlana Sleptsova                                                           | Andrea Henkel                                                     |
| 13/12/2008                                          | Poursuite (10 km) | Martina Beck                                                                     | Svetlana Sleptsova                                                           | Simone Hauswald                                                   |
| 14/12/2008                                          | Relais (4 x 6 km) | Norvège Solveig Rogstad Julie Bonnevie-Svendsen Ann Kristin Flatland Tora Berger | France Marie-Laure Brunet Sylvie Becaert Julie Carraz-Collin Sandrine Bailly | Allemagne Andrea Henkel Martina Beck Simone Hauswald Kati Wilhelm |

| 3. Pokljuka → Hochfilzen (18 décembre 2008 - 21 décembre 2008) |                    |                                                                         |                                                                              |                                                                                |
| Date                                                           | Épreuve            | Vainqueur                                                               | Second                                                                       | Troisième                                                                      |
| 18/12/2008                                                     | Individuel (15 km) | Eva Tofalvi                                                             | Svetlana Sleptsova                                                           | Simone Hauswald                                                                |
| 20/12/2008                                                     | Sprint (7,5 km)    | Svetlana Sleptsova                                                      | Vita Semerenko                                                               | Helena Jonsson                                                                 |
| 21/12/2008                                                     | Relais (4 x 6 km)  | Allemagne Andrea Henkel Simone Hauswald Magdalena Neuner Kathrin Hitzer | France Marie-Laure Brunet Sylvie Becaert Julie Carraz-Collin Sandrine Bailly | Pologne Krystyna Palka Magdalena Gwizdon Weronika Nowakowska Agnieszka Grzybek |

| 4. Oberhof (7 janvier 2009 - 11 janvier 2009) |                         |                                                                          |                                                                        |                                                                       |
| Date                                          | Épreuve                 | Vainqueur                                                                | Second                                                                 | Troisième                                                             |
| 07/01/2009                                    | Relais (4 x 6 km)       | Ukraine Olena Pidhrushna Valj Semerenko Vita Semerenko Oksana Khvostenko | Allemagne Simone Hauswald Kati Wilhelm Sabrina Buchholz Kathrin Hitzer | France Marie-Laure Brunet Sylvie Becaert Pauline Macabies Marie Dorin |
| 09/01/2009                                    | Sprint (7,5 km)         | Andrea Henkel                                                            | Helena Jonsson                                                         | Tora Berger                                                           |
| 11/01/2009                                    | Départ Groupé (12,5 km) | Kati Wilhelm                                                             | Olga Medvedtseva                                                       | Helena Jonsson                                                        |

| 5. Ruhpolding (14 janvier 2009 - 18 janvier 2009) |                   |                                                                      |                                                                                |                                                       |
| Date                                              | Épreuve           | Vainqueur                                                            | Second                                                                         | Troisième                                             |
| 14/01/2009                                        | Relais (4 x 6 km) | Allemagne Andrea Henkel Kati Wilhelm Kathrin Hitzer Magdalena Neuner | Suède Sofia Domeij Helena Jonsson Anna Carin Olofsson-Zidek Anna Maria Nilsson | Chine Wang Chunli Liu Xianying Dong Xue Song Chaoqing |
| 16/01/2009                                        | Sprint (7,5 km)   | Magdalena Neuner                                                     | Kati Wilhelm                                                                   | Darya Domracheva                                      |
| 18/01/2009                                        | Poursuite (10 km) | Magdalena Neuner                                                     | Kati Wilhelm                                                                   | Tora Berger                                           |

| 6. Antholz (22 janvier 2009 - 25 janvier 2009) |                         |                |                  |                  |
| Date                                           | Épreuve                 | Vainqueur      | Second           | Troisième        |
| 22/01/2009                                     | Sprint (7,5 km)         | Tora Berger    | Darya Domracheva | Kati Wilhelm     |
| 24/01/2009                                     | Poursuite (10 km)       | Anna Boulygina | Kaisa Mäkäräinen | Darya Domracheva |
| 25/01/2009                                     | Départ Groupé (12,5 km) | Helena Jonsson | Kaisa Mäkäräinen | Kati Wilhelm     |

| Championnats du monde 2009 à Pyeongchang (14 février 2009 - 22 février 2009) |                         |                                                                         |                                                                    |                                                                      |
| Date                                                                         | Épreuve                 | Vainqueur                                                               | Second                                                             | Troisième                                                            |
| 14/02/2009                                                                   | Sprint (7,5 km)         | Kati Wilhelm                                                            | Simone Hauswald                                                    | Olga Zaïtseva                                                        |
| 15/02/2009                                                                   | Poursuite (10 km)       | Helena Jonsson                                                          | Kati Wilhelm                                                       | Olga Zaïtseva                                                        |
| 18/02/2009                                                                   | Individuel (15 km)      | Kati Wilhelm                                                            | Teja Gregorin                                                      | Tora Berger                                                          |
| 21/02/2009                                                                   | Relais (4 x 6 km)       | Russie Svetlana Sleptsova Anna Boulygina Olga Medvedtseva Olga Zaïtseva | Allemagne Martina Beck Magdalena Neuner Andrea Henkel Kati Wilhelm | France Marie-Laure Brunet Sylvie Becaert Marie Dorin Sandrine Bailly |
| 22/02/2009                                                                   | Départ Groupé (12,5 km) | Olga Zaïtseva                                                           | Anastasiya Kuzmina                                                 | Helena Jonsson                                                       |

| 7. Vancouver (11 mars 2009 - 15 mars 2009) |                    |                                                                    |                                                       |                                                                         |
| Date                                       | Épreuve            | Vainqueur                                                          | Second                                                | Troisième                                                               |
| 11/03/2009                                 | Individuel (15 km) | Simone Hauswald                                                    | Olga Zaïtseva                                         | Vita Semerenko                                                          |
| 13/03/2009                                 | Sprint (7,5 km)    | Helena Jonsson                                                     | Magdalena Neuner                                      | Olga Zaïtseva                                                           |
| 14/03/2009                                 | Relais (4 x 6 km)  | Allemagne Kati Wilhelm Magdalena Neuner Martina Beck Andrea Henkel | Chine Wang Chunli Liu Xianying Dong Xue Liu Yuan-Yuan | Russie Svetlana Sleptsova Anna Boulygina Olga Medvedtseva Olga Zaïtseva |

| 8. Trondheim (19 mars 2009 - 22 mars 2009) |                         |               |                 |                    |
| Date                                       | Épreuve                 | Vainqueur     | Second          | Troisième          |
| 19/03/2009                                 | Sprint (7,5 km)         | Olga Zaïtseva | Helena Jonsson  | Sylvie Becaert     |
| 21/03/2009                                 | Poursuite (10 km)       | Andrea Henkel | Olga Zaïtseva   | Marie-Laure Brunet |
| 22/03/2009                                 | Départ Groupé (12,5 km) | Tora Berger   | Simone Hauswald | Sandrine Bailly    |

| 9. Khanty-Mansiïsk (26 mars 2009 - 29 mars 2009) |                         |                  |                 |                           |
| Date                                             | Épreuve                 | Vainqueur        | Second          | Troisième                 |
| 27/03/2009                                       | Sprint (7,5 km)         | Tina Bachmann    | Simone Hauswald | Anna Carin Olofsson-Zidek |
| 28/03/2009                                       | Poursuite (10 km)       | Magdalena Neuner | Michela Ponza   | Marie Dorin               |
| 29/03/2009                                       | Départ Groupé (12,5 km) | Simone Hauswald  | Helena Jonsson  | Andrea Henkel             |

### Hommes
| 1. Östersund (3 décembre 2008 - 7 décembre 2008) |                     |                     |                      |                     |
| Date                                             | Épreuve             | Vainqueur           | Second               | Troisième           |
| 03/12/2008                                       | Individuel (20 km)  | Michael Greis       | Alexander Os         | Emil Hegle Svendsen |
| 06/12/2008                                       | Sprint (10 km)      | Emil Hegle Svendsen | Tomasz Sikora        | Simon Fourcade      |
| 07/12/2008                                       | Poursuite (12,5 km) | Tomasz Sikora       | Ole Einar Bjørndalen | Emil Hegle Svendsen |

| 2. Hochfilzen (12 décembre 2008 - 14 décembre 2008) |                     |                                                                     |                                                                                   |                                                                            |
| Date                                                | Épreuve             | Vainqueur                                                           | Second                                                                            | Troisième                                                                  |
| 12/12/2008                                          | Sprint (10 km)      | Emil Hegle Svendsen                                                 | Ivan Tcherezov                                                                    | Alexander Os                                                               |
| 13/12/2008                                          | Poursuite (12,5 km) | Emil Hegle Svendsen                                                 | Ole Einar Bjørndalen                                                              | Tomasz Sikora                                                              |
| 14/12/2008                                          | Relais (4 x 7,5 km) | Russie Ivan Tcherezov Maxim Tchoudov Maxim Maksimov Nikolay Kruglov | Autriche Daniel Mesotitsch Friedrich Pinter Dominik Landertinger Christoph Sumann | Ukraine Vyacheslav Derkach Andriy Deryzemlya Oleg Berezhnoy Sergueï Sednev |

| 3. Pokljuka → Hochfilzen (18 décembre 2008 - 21 décembre 2008) |                     |                                                                              |                                                                     |                                                                           |
| Date                                                           | Épreuve             | Vainqueur                                                                    | Second                                                              | Troisième                                                                 |
| 18/12/2008                                                     | Individuel (20 km)  | Maxim Tchoudov                                                               | Ivan Tcherezov                                                      | Björn Ferry                                                               |
| 20/12/2008                                                     | Sprint (10 km)      | Lars Berger                                                                  | Alexander Os                                                        | Carl-Johan Bergman                                                        |
| 21/12/2008                                                     | Relais (4 x 7,5 km) | Autriche Daniel Mesotitsch Friedrich Pinter Tobias Eberhard Christoph Sumann | Suède Magnus Jonsson Mattias Nilsson Björn Ferry Carl-Johan Bergman | France Vincent Jay Vincent Defrasne Jean-Guillaume Beatrix Simon Fourcade |

| 4. Oberhof (7 janvier 2009 - 11 janvier 2009) |                       |                                                                                   |                                                              |                                                                                  |
| Date                                          | Épreuve               | Vainqueur                                                                         | Second                                                       | Troisième                                                                        |
| 08/01/2009                                    | Relais (4 x 7,5 km)   | Autriche Daniel Mesotitsch Friedrich Pinter Dominik Landertinger Christoph Sumann | Allemagne Michael Greis Michael Rösch Arnd Peiffer Toni Lang | Norvège Emil Hegle Svendsen Rune Bratsveen Halvard Hanevold Ole Einar Bjørndalen |
| 10/01/2009                                    | Sprint (10 km)        | Maxim Tchoudov                                                                    | Michael Rösch                                                | Tomasz Sikora                                                                    |
| 11/01/2009                                    | Départ Groupé (15 km) | Christoph Sumann                                                                  | Carl-Johan Bergman                                           | Ole Einar Bjørndalen                                                             |

| 5. Ruhpolding (14 janvier 2009 - 18 janvier 2009) |                     |                                                                                |                                                                  |                                                                              |
| Date                                              | Épreuve             | Vainqueur                                                                      | Second                                                           | Troisième                                                                    |
| 15/01/2009                                        | Relais (4 x 7,5 km) | Norvège Emil Hegle Svendsen Alexander Os Halvard Hanevold Ole Einar Bjørndalen | Allemagne Michael Rösch Christoph Stephan Arnd Peiffer Toni Lang | Autriche Daniel Mesotitsch Friedrich Pinter Tobias Eberhard Christoph Sumann |
| 17/01/2009                                        | Sprint (10 km)      | Ole Einar Bjørndalen                                                           | Dominik Landertinger                                             | Emil Hegle Svendsen                                                          |
| 18/01/2009                                        | Poursuite (12,5 km) | Ole Einar Bjørndalen                                                           | Emil Hegle Svendsen                                              | Dominik Landertinger                                                         |

| 6. Antholz (22 janvier 2009 - 25 janvier 2009) |                       |                     |                      |                     |
| Date                                           | Épreuve               | Vainqueur           | Second               | Troisième           |
| 23/01/2009                                     | Sprint (10 km)        | Emil Hegle Svendsen | Björn Ferry          | Tomasz Sikora       |
| 24/01/2009                                     | Poursuite (12,5 km)   | Björn Ferry         | Simon Eder           | Emil Hegle Svendsen |
| 25/01/2009                                     | Départ Groupé (15 km) | Christoph Stephan   | Dominik Landertinger | Ivan Tcherezov      |

| Championnats du monde 2009 à Pyeongchang (14 février 2009 - 22 février 2009) |                       |                                                                               |                                                                             |                                                                      |
| Date                                                                         | Épreuve               | Vainqueur                                                                     | Second                                                                      | Troisième                                                            |
| 14/02/2009                                                                   | Sprint (10 km)        | Ole Einar Bjørndalen                                                          | Lars Berger                                                                 | Halvard Hanevold                                                     |
| 15/02/2009                                                                   | Poursuite (12,5 km)   | Ole Einar Bjørndalen                                                          | Maxim Tchoudov                                                              | Alexander Os                                                         |
| 17/02/2009                                                                   | Individuel (20 km)    | Ole Einar Bjørndalen                                                          | Christoph Stephan                                                           | Jakov Fak                                                            |
| 21/02/2009                                                                   | Départ Groupé (15 km) | Dominik Landertinger                                                          | Christoph Sumann                                                            | Ivan Tcherezov                                                       |
| 22/02/2009                                                                   | Relais (4 x 7,5 km)   | Norvège Emil Hegle Svendsen Lars Berger Halvard Hanevold Ole Einar Bjørndalen | Autriche Daniel Mesotitsch Simon Eder Dominik Landertinger Christoph Sumann | Allemagne Michael Rösch Christoph Stephan Arnd Peiffer Michael Greis |

| 7. Vancouver (11 mars 2009 - 15 mars 2009) |                     |                                                                         |                                                                    |                                                                |
| Date                                       | Épreuve             | Vainqueur                                                               | Second                                                             | Troisième                                                      |
| 11/03/2009                                 | Individuel (20 km)  | Vincent Jay                                                             | Daniel Böhm                                                        | Jeremy Teela                                                   |
| 13/03/2009                                 | Sprint (10 km)      | Lars Berger                                                             | Ole Einar Bjørndalen                                               | Christoph Sumann                                               |
| 15/03/2009                                 | Relais (4 x 7,5 km) | Suède David Ekholm Mattias Nilsson Fredrik Lindström Carl-Johan Bergman | France Vincent Jay Vincent Defrasne Martin Fourcade Simon Fourcade | Allemagne Simon Schempp Daniel Böhm Arnd Peiffer Michael Rösch |

| 8. Trondheim (19 mars 2009 - 22 mars 2009) |                       |                      |                      |                     |
| Date                                       | Épreuve               | Vainqueur            | Second               | Troisième           |
| 19/03/2009                                 | Sprint (10 km)        | Michael Greis        | Ole Einar Bjørndalen | Simon Eder          |
| 21/03/2009                                 | Poursuite (12,5 km)   | Ole Einar Bjørndalen | Simon Eder           | Tomasz Sikora       |
| 22/03/2009                                 | Départ Groupé (15 km) | Ole Einar Bjørndalen | Simon Eder           | Emil Hegle Svendsen |

| 9. Khanty-Mansiïsk (26 mars 2009 - 29 mars 2009) |                       |                     |                      |                      |
| Date                                             | Épreuve               | Vainqueur           | Second               | Troisième            |
| 26/03/2009                                       | Sprint (10 km)        | Arnd Peiffer        | Ole Einar Bjørndalen | Christoph Sumann     |
| 28/03/2009                                       | Poursuite (12,5 km)   | Emil Hegle Svendsen | Ole Einar Bjørndalen | Christoph Sumann     |
| 29/03/2009                                       | Départ Groupé (15 km) | Simon Eder          | Dominik Landertinger | Ole Einar Bjørndalen |

### Mixte
| Championnats du monde 2009 à Pyeongchang (14 février 2009 - 22 février 2009) |                              |                                                                          |                                                                                |                                                                    |
| Date                                                                         | Épreuve                      | Vainqueur                                                                | Second                                                                         | Troisième                                                          |
| 19/02/2009                                                                   | Relais 2 × 6 km + 2 × 7,5 km | France Marie-Laure Brunet Sylvie Becaert Vincent Defrasne Simon Fourcade | Suède Helena Jonsson Anna Carin Olofsson-Zidek David Ekholm Carl-Johan Bergman | Allemagne Andrea Henkel Simone Hauswald Arnd Peiffer Michael Greis |